# Gramado Challenger 2004
Il Gramado Challenger 2004 è stato un torneo di tennis facente parte della categoria ATP Challenger Series nell'ambito dell'ATP Challenger Series 2004. Il torneo si è giocato a Gramado in Brasile dal 2 all'8 agosto 2004 su campi in cemento.

## Vincitori

### Singolare
Ricardo Mello ha battuto in finale  Janko Tipsarević con il punteggio di 2–6, 7–5, 6–4

### Doppio
Santiago González /  Bruno Soares hanno battuto in finale  Henrique Mello /  Alexandre Simoni con il punteggio di 6–3, 6–3